# Грудкі (Люблінське воєводство)
Грудкі (пол. Gródki) — село в Польщі, у гміні Туробин Білгорайського повіту Люблінського воєводства.
Населення — 520 осіб (2011).
У 1975-1998 роках село належало до Замойського воєводства.

## Демографія
Демографічна структура станом на 31 березня 2011 року:
|          | Загалом | Допрацездатний вік | Працездатний вік | Постпрацездатний вік |
| -------- | ------- | ------------------ | ---------------- | -------------------- |
| Чоловіки | 250     | 45                 | 159              | 46                   |
| Жінки    | 270     | 38                 | 124              | 108                  |
| Разом    | 520     | 83                 | 283              | 154                  |